# Matta mckenziei
Matta mckenziei là một loài nhện trong họ Tetrablemmidae.
Loài này thuộc chi Matta. Matta mckenziei được Shear miêu tả năm 1978.